# Villers-sur-Bar
Villers-sur-Bar és un municipi francès situat al departament de les Ardenes i a la regió del Gran Est. L'any 2007 tenia 252 habitants.

## Demografia

### Població
El 2007 la població de fet de Villers-sur-Bar era de 252 persones. Hi havia 96 famílies de les quals 16 eren unipersonals (4 homes vivint sols i 12 dones vivint soles), 40 parelles sense fills, 36 parelles amb fills i 4 famílies monoparentals amb fills.
La població ha evolucionat segons el següent gràfic:
Habitants censats

### Habitatges
El 2007 hi havia 100 habitatges, 94 eren l'habitatge principal de la família, 1 era una segona residència i 5 estaven desocupats. Tots els 100 habitatges eren cases. Dels 94 habitatges principals, 86 estaven ocupats pels seus propietaris, 5 estaven llogats i ocupats pels llogaters i 3 estaven cedits a títol gratuït; 3 tenien tres cambres, 23 en tenien quatre i 68 en tenien cinc o més. 77 habitatges disposaven pel capbaix d'una plaça de pàrquing. A 34 habitatges hi havia un automòbil i a 55 n'hi havia dos o més.

### Piràmide de població
La piràmide de població per edats i sexe el 2009 era:
| Homes | Edats   | Dones |
| ----- | ------- | ----- |
| 0     | 95 o +  | 0     |
| 0     | 90 a 94 | 0     |
| 0     | 85 a 89 | 0     |
| 0     | 80 a 84 | 0     |
| 0     | 75 a 79 | 8     |
| 4     | 70 a 74 | 0     |
| 8     | 65 a 69 | 12    |
| 8     | 60 a 64 | 4     |
| 4     | 55 a 59 | 0     |
| 8     | 50 a 54 | 16    |
| 20    | 45 a 49 | 8     |
| 8     | 40 a 44 | 8     |
| 0     | 35 a 39 | 0     |
| 4     | 30 a 34 | 8     |
| 4     | 25 a 29 | 0     |
| 8     | 20 a 24 | 4     |
| 8     | 15 a 19 | 8     |
| 8     | 10 a 14 | 12    |
| 0     | 5 a 9   | 8     |
| 0     | 0 a 4   | 4     |

## Economia
El 2007 la població en edat de treballar era de 171 persones, 122 eren actives i 49 eren inactives. De les 122 persones actives 114 estaven ocupades (61 homes i 53 dones) i 8 estaven aturades (2 homes i 6 dones). De les 49 persones inactives 19 estaven jubilades, 18 estaven estudiant i 12 estaven classificades com a «altres inactius».

### Ingressos
El 2009 a Villers-sur-Bar hi havia 94 unitats fiscals que integraven 254 persones, la mediana anual d'ingressos fiscals per persona era de 20.494 €.

### Activitats econòmiques
Dels 8 establiments que hi havia el 2007, 1 era d'una empresa extractiva, 5 d'empreses de construcció, 1 d'una empresa immobiliària i 1 d'una empresa de serveis.
Els 3 serveis als particulars que hi havia el 2009 eren paletes.
L'any 2000 a Villers-sur-Bar hi havia 5 explotacions agrícoles.

## Poblacions més properes
El següent diagrama mostra les poblacions més properes.